# Іванівка (Кам'янець-Подільський район)
Іва́нівка — село в Україні, у Новоушицькій селищній територіальній громаді Кам'янець-Подільського району Хмельницької області.

## Географія
У селі річка Рутка впадає у Глибочок.

## Історія
З 1991 року в складі незалежної України.
До адміністративної реформи 19 липня 2020 року село належало до Новоушицького району, після його ліквідації село увійшло до складу Кам'янець-Подільського району.

## Населення
Населення становить 281 особу

### Мова
Розподіл населення за рідною мовою за даними перепису 2001 року:
| Мова       | Кількість | Відсоток |
| ---------- | --------- | -------- |
| українська | 279       | 99.29%   |
| російська  | 2         | 0.71%    |
| Усього     | 281       | 100%     |

## Символіка

### Герб
Фон щита лазурового кольору, у центрі якого три зелених дубових листочки, адже на території села значна кількість дубових лісів. У нижній частині – хвиляста золотиста база, як знак великої кількості покладу глини.

### Прапор
Прямокутне полотнище складається з двох частин. Верхня половина прапора синього кольору, нижня – помаранчевого  кольору. Дві частини розділено чорною лінією. Синій колір символізує височину устремлінь та вдосконалення духу, помаранчевий колір з чорною лінією - велику кількості покладу глини на території села.

## Уродженці села
- Ковтуняк Микола Артемович, 26.01.1923, с. Іванівка Ново-Ушицького району. Український медик, доктор медичних наук, професор Чернівецького державного медичного інституту. 1944—1947 рр. — участь у Великій Вітчизняній війні, служба в Радянській Армії. У 1953 р. з відзнакою закінчив Івано-Франківський медичний інститут, працював асистентом кафедри біохімії. У 1958 р. присвоєно вчену ступінь кандидата медичних наук і затверджено у званні доцента. З 1966 р. — завідувач кафедри біологічної хімії Чернівецького медичного інституту. У 1970 р. захистив докторську дисертацію. Під його керівництвом підготовлено 7 кандидатських дисертацій. Впродовж 1985—1989 рр. — професор-консультант кафедри медичної хімії. Нагороджений орденом Червоної Зірки, медаллю «За перемогу над Німеччиною у Великій Вітчизняній війні 1941—1945 рр.». Його ім'я включено до енциклопедичного видання «Сторінки історії» (Буковинська державна медична академія).